# Jupiter Inlet Colony
Jupiter Inlet Colony – miasto w Stanach Zjednoczonych, w stanie Floryda, w hrabstwie Palm Beach.